# 南遊記
《南遊記》，又名《五显灵官大帝华光天王传》，凡四卷十八回，余象斗撰。《南游记》寫孝子華光（馬靈官）拯救母親結織陀的故事。剧情裡，孙悟空的女儿名叫月孛星，华光大帝是孙悟空的结拜兄弟。
然后鐵扇公主為鳳凰山玉環聖母的女兒，年齡16歲（年方二八），亦有一位弟弟・山成。由於華光天王騙走了玉環聖母的金塔，鐵扇公主便著裝，攜鐵扇、長槍與尖刀前去追討。在第一次交戰中，華光不敵公主而敗戰。之後華光巧遇一位仙人並得知自己與鐵扇公主有因緣。從仙人處獲得了一顆鎮風丹之後，華光成功地擒走鐵扇公主，並與她成婚。由於兩人成親的故事，馬祖南竿鄉福澳境華光大帝廟配祀鐵扇公主。

## 內容
妙吉祥童子因殺死擾亂佛殿的獨火鬼王，違反佛教慈悲的教義，被佛祖貶入馬耳山娘娘腹中投胎，生下後有三眼，具有「三眼挪門，可見三界」的天賦。為報父仇，大鬧龍宮殺了龍王，偷紫微大帝的金槍受困而死。
妙吉祥童子第二次投胎至炎玄天王家，取名「三眼靈耀」。在瓊花會上，靈耀打了太子，從此自號「華光天王」，並反出天宮，上界鼎沸；玄天上帝以水服之，使妙吉祥童子托生人間。
妙吉祥童子三度投胎，這次在蕭家莊，其母結織陀生下五胞胎，華光排名最小，故稱五顯。
一日華光離開普靜寺展開尋找母親之途，途中收服白虎精、千里眼、順風耳等妖，華光得知母親必須要吃仙桃才能從地獄中超生，於是華光化身為孫悟空偷桃，孫悟空得知後大怒，同女兒月孛星去找華光理論。
兩方爭鬥，華光不能力抗，逃到東洋大海，月孛星以骷髏頭銬住華光。這時華光的師父火炎王光佛出來講和，華光最後和孫悟空結成兄弟。華光最後和鳳凰山玉環聖母之女鐵扇公主成親（脫胎自吳承恩的《西遊記》）。

## 盜版
《南遊記》的盜版頗多，余象斗序云：“不俗斗自刊華光等傳，皆出予心胸之編集，其勞鞅掌矣。其費弘巨矣！乃多為射利者刊，甚諸傳照本堂樣式，踐人轍跡而逐人塵後也。”又大罵：“襲人唾餘，得無垂首而汗顏，無恥之甚乎！”《南遊記》後來成為「四遊記」之一。